# جوفاني بارتولوتشي
جوفانـّي بارتولوتشي (Giovanni Bartolucci)، (بيبيينا بمقاطعة أريتسو، 27 فبراير 1984)، لاعب كرة قدم إيطالي.
بدأ مسيرته الكروية مع نادي فيورنتينا في موسم 2001/2002، ولعب معهم مباراة واحدة، وفي عام 2002 انتقل إلى نادي يوفنتوس، ولعب معهم حتى عام 2004، وفي عام 2004 أعير إلى نادي كروتوني، ولعب معهم مباريات، وفي عام 2005 لعب مع نادي بيزا، وشارك معهم في 5 مباريات، وفي موسم 2005/2006 أعير إلى نادي توريس، وشارك معهم في 20 مباراة، وفي موسم 2006/2007 هو يلعب مع نادي سيينا.